# Silingen

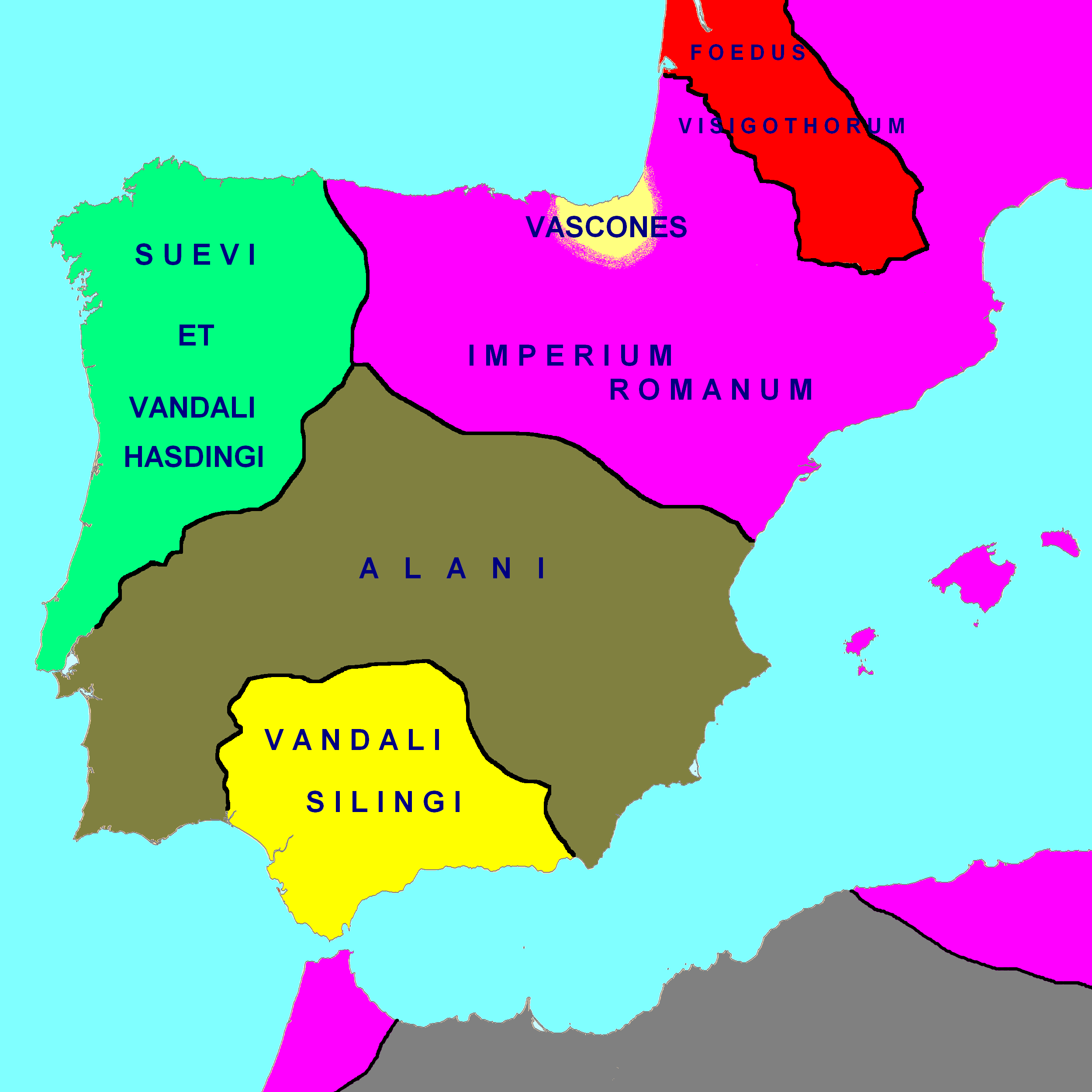
Spanje in het jaar 416

De Silingen behoorden tot het stamverband van de Vandalen. Vanaf ongeveer halverwege de 2e eeuw werd dit Oostgermaanse volk onderscheiden in meerdere stammen, onder andere de Asdingen, de Lakringen, en de Silingen.

## Geschiedenis
De Silingen bleven na het wegtrekken van de Asdingen en Lakringen achter in Silezië. Ze steunden samen met andere Germaanse volken, Ballorman de koning van de Marcomannen, toen deze in 169 het Romeinse Rijk probeerde binnen te dringen. Uiteindelijk werden zij in 180 door de Romeinen verslagen en gedwongen om vrede te sluiten. In het verdrag dat zij met de Romeinse Keizer Marcus Aurelius sloten werden zij verplicht de grenzen te respecteren en hulptroepen te leveren voor de grensbewaking. Deze vrede duurde tot halverwege de 3e eeuw toen de militaire macht van de Romeinen in betekenis afnam. De Silingen voerden plundertochten uit in het aangrenzend Romeins grondgebied en steunden in 258 de Bourgonden en Alemannen in hun poging Romeins gebied ten oosten en noorden van Rijn (Agri decumates) te veroveren. In 275 waagden zij zich onder leiding van Igila tot in Gallië en Italië. Uiteindelijk maakte de Romeinse keizer Probus in 280 een einde aan deze invallen.
Tijdens de grote volksverhuizing trokken de Silingen samen op met hun stamverwanten de Asdingen. Gezamenlijk arriveerden ze in 411 in Spanje. De Silingen vestigden zich in Baetica en waren voortdurend in gevecht met de Romeinen. Omstreeks 418 nadat ze in opdracht van de Romeinse keizer Honorius door de Visigotische koning Wallia werden verslagen en praktisch uitgeroeid waren zij zodanig verzwakt dat zij niet langer een zelfstandig volk vormden en opgingen in de Asdingen.